# Gaio Fulvio Plauziano
Gaio Fulvio Plauziano (in latino: Gaius Fulvius Plautianus; Leptis Magna, ... – 22 febbraio 205) fu un politico dell'Impero romano, che ricoprì le cariche di senatore, console e prefetto del pretorio sotto l'imperatore Settimio Severo e che fu suocero di Caracalla.

## Biografia
Di umile origine e originario di Leptis Magna, come Settimio Severo, era in buoni rapporti col futuro imperatore, il quale, dopo aver ottenuto la porpora nel 193, lo inviò subito in Oriente, a catturare i figli del suo rivale Pescennio Nigro, che venne esiliato e poi ucciso nel 196.
Nel 197 Severo assegnò a Plauziano la prefettura del pretorio; tra il 197 e il 202 tenne i consularia ornamenta (un consolato onorario). Come amico dell'imperatore, Plauziano aveva una influenza notevole, da cui derivò una vasta fortuna. Ottenne lo ius gladii e il clarissimato; fece morire il suo collega Quinto Emilio Saturnino, in modo da restare per lungo tempo unico prefetto del pretorio. Con la sua influenza presso Severo ottenne che il figlio ed erede dell'imperatore, Caracalla, si fidanzasse e poi sposasse (202) la figlia di Plauziano, Fulvia Plautilla. Divenuto consuocero dell'imperatore, Plauziano venne accettato nel Senato romano e la sua famiglia raggiunse il patriziato.
Nel 203 ottenne il consolato ordinario assieme al fratello minore dell'imperatore, Publio Settimio Geta; tenne contemporaneamente al consolato e al pontificato la prefettura del pretorio, e in questo ruolo accompagnò Severo nella sua campagna contro i Parti. In suo onore vennero erette molte statue.
A causa del potere che aveva raggiunto, venne percepito come un pericolo da parte di Caracalla e della sua influente e importante madre Giulia Domna: Caracalla e specialmente Giulia Domna accusò Plauziano di aver organizzato un tentativo di assassinio di Severo, e ne ordinò l'esecuzione, avvenuta il 22 febbraio 205.
Dopo la sua morte, Plauziano venne colpito da damnatio memoriae: le sue statue vennero distrutte, il suo nome cancellato dalle iscrizioni, le sue raffigurazioni scalpellate dai monumenti pubblici. Suo figlio Gaio Fulvio Plauto Ortensiano e sua figlia Fulvia Plautilla vennero esiliati a Lipari ed uccisi nel 211, dopo l'ascensione al trono di Caracalla.

### Annotazioni
1. ↑  La prefettura era infatti divisa tra due colleghi di pari grado, in quanto era una magistratura che conferiva vasti poteri, che si preferiva non accentrare in una sola persona.
2. ↑  Si veda l'Arco degli Argentari a Roma e l'iscrizione CIL VI, 01035 per un probabile esempio.
3. ↑  Nel Thermopolium di Via di Diana ad Ostia, il bancone per la vendita ai clienti è stato costruito con materiale di riuso; una lastra di marmo presenta un'iscrizione abrasa, ma ancora parzialmente leggibile, che si riferiva al senatore e a sua figlia.(EN) Regio I - Insula II - Caseggiato del Termopolio (I,II,5), su ostia-antica.org. URL consultato il 25 dicembre 2025.

### Riferimenti
1. ↑  Romanelli, Archeologia Classica 10, 1958, 258 e segg.
2. ↑  Erodiano, iii.10.6.
3. ↑  Historia Augusta, Vita di Severo, 6, 10 ; Pescennio Nigro, 5, 2
4. ↑  Historia Augusta, Pescennio Nigro, 6, 2-3
5. ↑  Cassio Dione-Giovanni Xifilino, lxxv.14.1; Erodiano, iii.10.6.
6. ↑  CIL VIII, 25526.
7. ↑  CIL XI, 1336.
8. ↑  Cassio Dione-Giovanni Xifilino, lxxvi.1.2; CIL VI, 226.
9. ↑  CIL XI, 8050.
10. ↑  Cassio Dione-Giovanni Xifilino, lxxv.15.3; CIL VI, 226; CIL VI, 227.
11. ↑  Cassio Dione-Giovanni Xifilino, lxxv.14.6; CIL XIII, 1681.
12. ↑  Cassio Dione-Giovanni Xifilino, lxxvi.2–5; Erodiano, iii.11.4–9.
13. ↑  Cassio Dione-Giovanni Xifilino, lxxv.16.4.
14. ↑  Cassio Dione-Giovanni Xifilino, lxxvi.6.3, lxxvii.1.2.